# Ото (округ Вебстер, Айова)
Ото (англ. Otho) — місто (англ. city) в США, в окрузі Вебстер штату Айова. Населення — 429 осіб (2020).

## Географія
Ото розташоване за координатами 42°25′20″ пн. ш. 94°8′58″ зх. д. / 42.42222° пн. ш. 94.14944° зх. д. (42.422229, -94.149338).  За даними Бюро перепису населення США в 2010 році місто мало площу 1,19 км², уся площа — суходіл.

## Демографія
Згідно з переписом 2010 року, у місті мешкали 542 особи в 237 домогосподарствах у складі 152 родин. Густота населення становила 457 осіб/км².  Було 260 помешкань (219/км²).
Расовий склад населення:
| - 97,6 % — білих - 0,6 % — чорних або афроамериканців - 0,4 % — корінних американців - 0,2 % — вихідців з тихоокеанських островів |

До двох чи більше рас належало 0,7 %. Частка іспаномовних становила 2,0 % від усіх жителів.
За віковим діапазоном населення розподілялося таким чином: 22,1 % — особи молодші 18 років, 60,9 % — особи у віці 18—64 років, 17,0 % — особи у віці 65 років та старші. Медіана віку мешканця становила 42,6 року. На 100 осіб жіночої статі у місті припадало 109,3 чоловіків;  на 100 жінок у віці від 18 років та старших — 108,9 чоловіків також старших 18 років.
Середній дохід на одне домашнє господарство  становив 50 079 доларів США (медіана — 42 232), а середній дохід на одну сім'ю — 53 764 долари (медіана — 50 750). За межею бідності перебувало 7,7 % осіб, у тому числі 6,0 % дітей у віці до 18 років та 10,1 % осіб у віці 65 років та старших.
Цивільне працевлаштоване населення становило 257 осіб. Основні галузі зайнятості: освіта, охорона здоров'я та соціальна допомога — 25,7 %, виробництво — 16,0 %, будівництво — 10,1 %, роздрібна торгівля — 8,6 %.